# Cégep de l'Abitibi-Témiscamingue
Pour les articles homonymes, voir Abitibi-Témiscamingue (homonymie).
 (décembre 2022).
 (décembre 2020).
Le Cégep de l'Abitibi-Témiscamingue est une institution d'enseignement collégiale québécoise fondée en 1967. Il fut l'un des 12 premiers cégeps ayant été inaugurés dans la province. C'est le seul collège dans la grande région de l'Abitibi-Témiscamingue, dont le territoire couvre 65 143 km2. L'institution comprend trois campus situés à Amos, Rouyn-Noranda et Val-d'Or, ainsi que deux centres de formation continue à Ville-Marie et à La Sarre.

## Programmes

### Programmes techniques
Une formation technique mène directement au marché du travail dès l'obtention du diplôme. L'étudiant(e) peut également décider de poursuivre ses études au niveau universitaire. Les programmes techniques sont répartis sur six sessions, pour une durée prévue de trois ans.

### Programmes préuniversitaires
Une formation préuniversitaire mène, comme son nom l'indique, vers des études de niveau universitaire. Les programmes sont répartis sur quatre sessions, pour une durée prévue de deux ans.

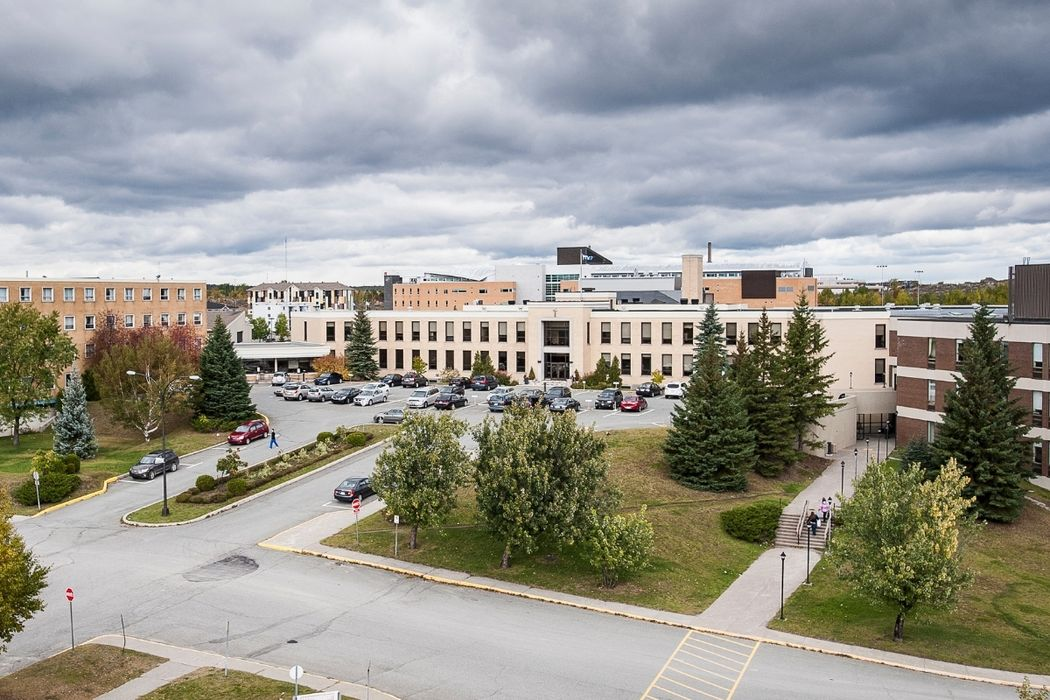
Campus de Rouyn-Noranda

## Sports
Le Cégep de l'Abitibi-Témiscamingue est membre du Réseau du sport étudiant du Québec (RSEQ). Ses équipes intercollégiales s'appellent les Astrelles pour les équipes féminines et les Gaillards pour les équipes masculines. Le Cégep compte onze équipes sportives au total dont badminton, basketball, cross country, hockey, natation, soccer et e-sport. Les équipes sont toutes situées sur le campus de Rouyn-Noranda. 

## Services
Les services sont d'ordre pédagogique, psychosocial ou répondent aux besoins de base. Ils incluent les résidences, l'aide à la réussite, les services adaptés pour les troubles de l'apprentissage, l'orientation scolaire, la santé mentale, la vie étudiante, l'aide financière, les stages et les emplois.

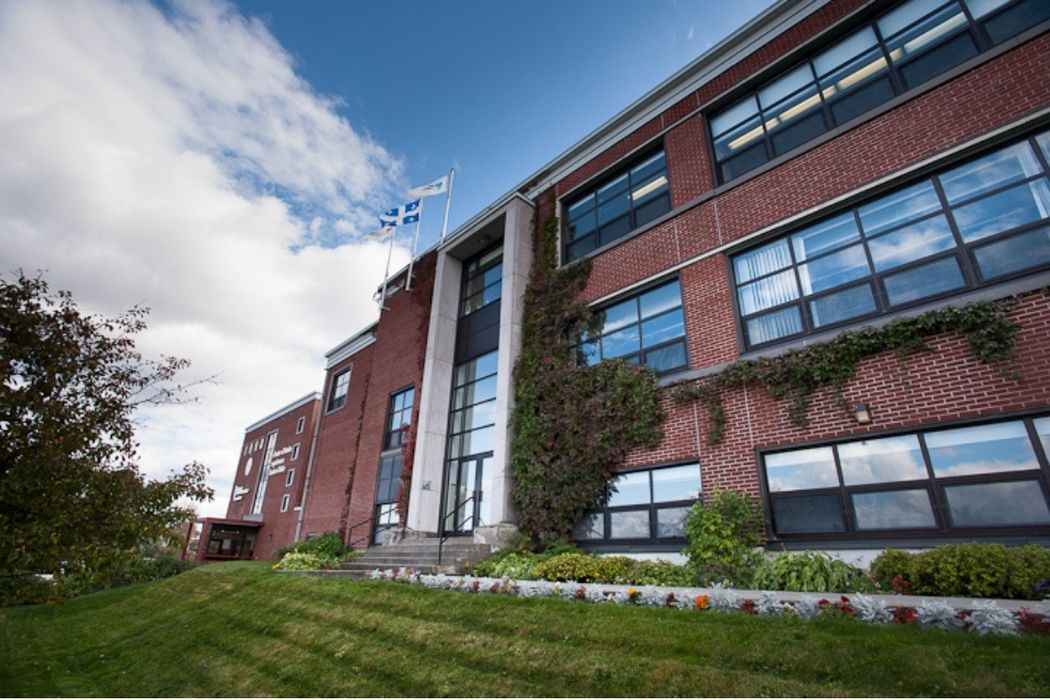
Campus de Val-d'Or

## La formation continue
La formation continue permet aux membres de la population dans leur vie active d’avoir de meilleures conditions professionnelles et une nouvelle carrière qui correspond davantage à leurs objectifs personnels. Différents parcours de formation sont offerts dont des attestations d'études collégiales, des formations sur mesure, de la reconnaissance des acquis ou des services internationaux. 

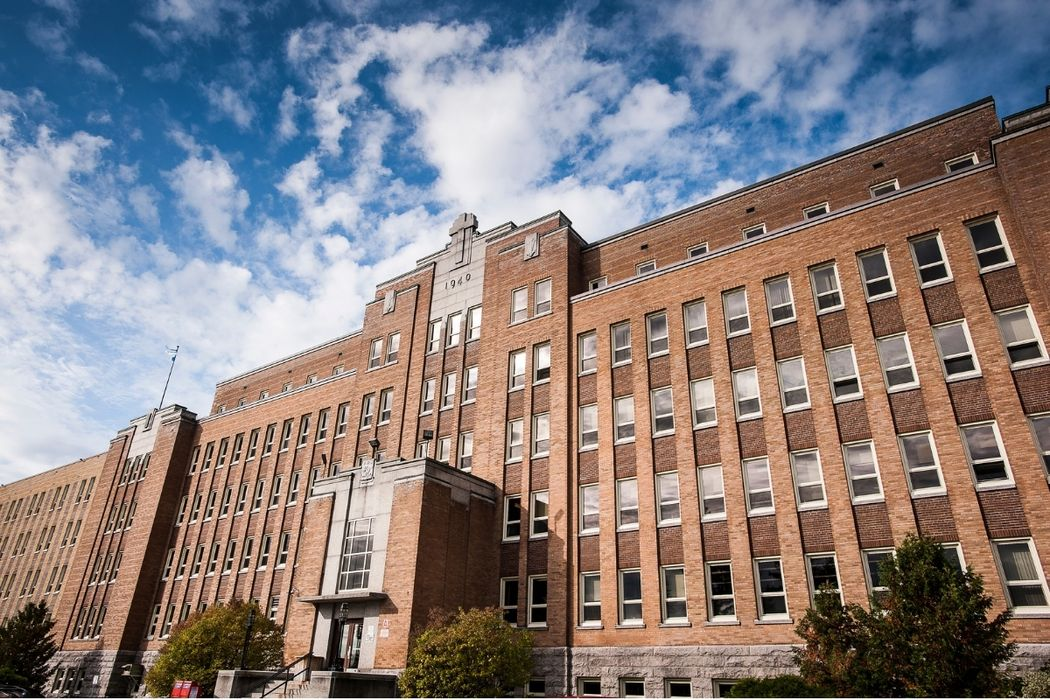
Campus d'Amos

## Le Centre technologique des résidus industriels
Le Cégep de l'Abitibi-Témiscamingue est également responsable depuis 2004 d'un centre collégial de transfert de technologie qui lui est affilié. Ce centre, le Centre technologique des résidus industriels (CTRI), offre des services de recherche et développement, de soutien technique ainsi que de la formation aux entreprises produire des retombées très intéressantes[réf. nécessaire] sur l'enseignement offert au collège en amenant tant élèves que professeurs à participer à divers projets.

## Populations autochtones
Le Cégep de l’Abitibi-Témiscamingue s'investit auprès des populations autochtones en s'appuyant sur des principes[évasif] de reconnaissance des droits, de respect et de pédagogie, en tenant compte de leur culture et traditions[réf. nécessaire]. L'établissement développe une offre de formation axée sur les besoins des populations autochtones et promeut des projets de formation ou d’autres projets de partenariat avec celles-ci.